# Edificio Shuválov
El edificio Shuválov o palacio Shuválov (del ruso: Дворец Шувалова) es un palacio barroco urbano de Rusia que forma parte, con el código 540-023, del lugar Patrimonio de la Humanidad llamado «Centro histórico de San Petersburgo y conjuntos monumentales anexos». De los lugares vinculados con la familia Shuválov destaca el palacio de Iván Ivánovich Shuválov en la calle Italyánskaya (San Petersburgo), construido en 1749-1755 según diseño de Savva Chevakinski, más tarde vendido al Ministerio de Justicia, conocido sobre todo como el lugar donde comenzó a actuar la Academia Imperial de las Artes.
Hay otras tres residencias de la familia Shuválov en San Petersburgo:
- el palacio neoclásico de Piotr Ivánovich Shuválov, más tarde vendido a la familia Yusúpov, quien lo decoró con una opulencia descarada, conocido como el lugar en el que fue asesinado Rasputin conocido como Palacio Moika (, , , );
- otro palacio neoclásico, heredado por Pável Petróvich Shuválov de los Naryshkin en 1900, que es actualmente el Museo Fabergé;
- la mansión de Pargolovo cerca de San Petersburgo.